# Mesonyx
Mesonyx és una gènere extint de mamífers de la família dels mesoníquids que visqueren a Àsia i Nord-amèrica durant l'Eocè.
Feia aproximadament 150 cm de llargada (sense comptar la cua) i pesava entre 20 i 35 kg. Ocupava el nínxol ecològic que avui en dia correspon als carnívors de grans dimensions.